# Pincerna
Pincerna ou epincerna (em grego: πιγκέρνης/ἐπιγκέρνης; romaniz.: pinkérnes/épinkérnes) era uma alta posição cortesã bizantina. O termo, derivado do verbo grego ἐπικερράνυμι ("para misturar [vinho]"), significa o copeiro do imperador bizantino. A posição é atestada no Cletorológio de Filoteu de 899, quando um pincerna do imperador bizantino (em grego: πιγκέρνης τοῦ δεσπότου) e da augusta (em grego: πιγκέρνης τῆς Αὐγούστης) são listados entre os eunucos da equipe do palácio.
A posição foi também imitada na equipe do patriarca de Constantinopla e na casa de grandes magnatas. Em fontes literárias, os termos mais descritivos enócuo (oinochoos; "funil de vinho") e cilicíforo (kylikiphoros; "portador do cílice") são frequentemente utilizados. No período Comneno, o posto deixou de ser restrito para eunucos, e gradualmente tornou-se um título de distinção, mesmo concedido para parentes do imperador bizantino. Vários generais seniores do período paleólogo, tais como Miguel Ducas Glabas Tarcaniota, Aleixo Filantropeno e Sirgianes Paleólogo, foram agraciados com o título.